# The Collection (álbum de Sumo)
The Collection é uma coletânea da banda de rock argentino Sumo, lançado em 1991 com o selo Sony Music.

## Faixas
1. No tan distintos
2. El ojo blindado
3. Divididos por la felicidad
4. Estallando desde el océano
5. Mañana en el Abasto
6. El reggae de paz y amor
7. Hola Frank
8. Cinco magníficos
9. Mula plateada
10. Noche de paz

## Vendas e Certificações
| Ano  | Certificação | Vendas  | Órgão |
| 1991 | ouro         | 50.000+ | CAPIF |